# Pravisdomini
Pravisdomini é uma comuna italiana da região do Friuli-Venezia Giulia, província de Pordenone, com cerca de 2.574 habitantes. Estende-se por uma área de 16 km², tendo uma densidade populacional de 161 hab/km². Faz fronteira com Annone Veneto (VE), Azzano Decimo, Chions, Meduna di Livenza (TV), Pasiano di Pordenone, Pramaggiore (VE).

## Demografia
| Variação demográfica do município entre 1861 e 2011                               |
|                                                                                   |
| Fonte: Istituto Nazionale di Statistica (ISTAT) - Elaboração gráfica da Wikipedia |